# Zemzem Ahmed
Zemzem Ahmed Deko (* 27. Dezember 1984 in Assela) ist eine ehemalige äthiopische Leichtathletin, die sich auf den Hindernislauf fokussiert hat und später im Straßenlauf an den Start ging.

## Sportliche Laufbahn
Erste internationale Erfahrungen sammelte Zemzem Ahmed im Jahr 2007, als sie bei den Weltmeisterschaften in Osaka mit 10:07,77 min im Vorlauf über 3000 m Hindernis ausschied. Im Jahr darauf siegte sie in 9:44,58 min bei den Afrikameisterschaften in Addis Abbeba und qualifizierte sich damit für die Olympischen Spiele in Peking, bei denen sie mit 9:17,85 min im Finale den sechsten Platz belegte und damit einen neuen äthiopischen Landesrekord aufstellte. Im September wurde sie dann beim  IAAF World Athletics Final in Stuttgart in 10:03,20 min Neunte. 2009 erreichte sie bei den Weltmeisterschaften in Berlin mit 9:22,64 min im Finale Rang neun. Nach einer zweijährigen Wettkampfpause fokussierte sie sich auf den Straßenlauf und wurde beim Zhuhai International Half Marathon nach 1:13:31 h Dritte. Im Jahr darauf wurde sie dann in 2:30:32 h Zweite beim Los Angeles Marathon und 2014 wurde sie in 2:29:35 h Dritte beim Paris-Marathon. Beim Sydney Blackmores Marathon gelangte sie nach 2:39:46 h auf Rang vier und startete dann beim Beirut-Marathon, den sie aber vorzeitig beenden musste, woraufhin sie ihre aktive sportliche Karriere im Alter von 29 Jahren beendete.
2009 wurde Ahmed äthiopische Meisterin über 3000 m Hindernis.

## Persönliche Bestzeiten
- 3000 m Hindernis: 9:17,85 min, 17. August 2008 in Peking
- Halbmarathon: 1:13:25 h, 13. Januar 2013 in Houston
- Marathon: 2:27:12 h, 28. Oktober 2012 in Frankfurt am Main